# Antarchaea rufifascia
Antarchaea rufifascia là một loài bướm đêm trong họ Noctuidae.